# جان فینیگان
جان فینیگان (انگلیسی: John Finnigan؛ زادهٔ ۲۹ مارس ۱۹۷۶) بازیکن فوتبال اهل بریتانیا است.
از باشگاه‌هایی که در آن بازی کرده‌است می‌توان به باشگاه فوتبال ناتینگهام فارست، باشگاه فوتبال چلتنهام تاون، باشگاه فوتبال لینکولن سیتی، باشگاه فوتبال بیشاپس کلیو، و باشگاه فوتبال کیدرمینستر هاریرس اشاره کرد.